# Jamrud
Jamrud (Urdu: جمرود) is een plaats in de provincie Khyber-Pakhtunkhwa van Pakistan. De plaats is de poort naar de Khyberpas, een onderdeel van het Hindoekoesj gebergte. Jamrud heeft verbindingen over de weg en per spoor met Pesjawar, en via de Khyberpas met de grensplaats Landi Kotal. Jamrud ligt op een hoogte van 461 meter boven zeeniveau.
Jamrud is strategisch gelegen op de grens van Centraal-Azië en Zuid-Azië. Een basis van het Brits-Indische leger was daarom vroeger in de plaats gevestigd.